# Daniel Goodfellow
Daniel Goodfellow, född den 19 oktober 1996 i Cambridge, Cambridgeshire, är en brittisk simhoppare.
Han tog OS-brons i synkroniserade höga hopp i samband med de olympiska tävlingarna i simhopp 2016 i Rio de Janeiro.